# باشگاه فوتبال پرسپولیس در فصل ۸۸–۱۳۸۷
فصل ۸۸–۱۳۸۷، هشتمین حضور باشگاه پرسپولیس در لیگ برتر ایران است. این تیم در این فصل در لیگ برتر فوتبال ایران ۸۸–۱۳۸۷، جام حذفی ۸۸–۱۳۸۷، سوپر جام باشگاهی ایران که بنا به روایاتی لغو شد و لیگ قهرمانان آسیا ۲۰۰۹ شرکت کرد.

## بازیکنان
| حقیقی محمد حیدری رضایی شیری زارع نوری کریمی باقری پترویچ توره |
| ترکیب پرسپولیس در فصل ۸۸–۱۳۸۷ (۱-۳-۲-۴)                       |

## باشگاه

### کادر فنی باشگاه
| سمت              | اسم                          | ملیت   |
| ---------------- | ---------------------------- | ------ |
| سرمربی           | نلو وینگادا                  | پرتغال |
| مربی             | خوان آرنالدو کوریرا کاروانیو | پرتغال |
| مربی             | نعیم سعداوی                  | ایران  |
| مربی بدنساز      | اورلاندو کاسدا               | پرتغال |
| مربی دروازه‌بانان | احمدرضا عابدزاده             | ایران  |
| سرپرست           | محمود خردبین                 | ایران  |
| دکتر             | دکتر فرید زرینه              | ایران  |

### مقامات باشگاه
| سمت                          | اسم                                         |
| ---------------------------- | ------------------------------------------- |
| مدیر عامل                    | عباس انصاری فرد                             |
| سرپرست                       | محمود خوردبین                               |
| رئیس آکادمی فوتبال           | فریدون معینی                                |
| معاون نشریات و امور بین‌الملل | مرتضی حسین‌نژاد ضرابی                        |
| معاون امور مالی              | علی اکبر عاشوری                             |
| معاون حقوقی                  | مصطفی شکری پور                              |
| معاون فرهنگی                 | سید محمد کوهنگی                             |
| سخنگوی هیئت مدیره            | عباس انصاری‌فرد                              |
| زمین بازی                    | ورزشگاه آزادی (تهران) (۹۰٬۰۰۰ / متر۱۰۰ ×۶۰) |

| اعضای کمیته فنی |
| --------------- |
| همایون بهزادی   |
| حمید جاسمیان    |
| حسین کلانی      |
| مجید فرخزادی    |
| افشین پیروانی   |
| فریدون معینی\|- |

| اعضای کمیته انضباطی |
| ------------------- |
| علی محدثی           |

| اعضای هیئت مدیره   |
| ------------------ |
| عباس انصاری فرد    |
| محمد حسین‌نژاد فلاح |
| مجید فرخزادی       |
| محمد آخوندی        |
| حسین هدایتی        |

| تدارکات تیم    |
| -------------- |
| قاسم عبدالصمدی |
| اصغر نوروزعلی  |
| داوود کاشانی   |

### کاپیتان
1. کریم باقری
2. علی کریمی
3. پژمان نوری

## نقل و انتقالات

### خرید
| شماره | پست       | اسم             | سن | قیمت             | باشگاه قبلی    | لیگ               | فصل خرید | ارجاع        |
| ----- | --------- | --------------- | -- | ---------------- | -------------- | ----------------- | -------- | ------------ |
| ۱۶    | مدافع     | محمد منصوری     | ۲۴ | ۱۸۰ میلیون تومان | ابومسلم        | جام خلیج فارس     | تابستانی | [ ۱ ]        |
| ۴     | مدافع     | علیرضا محمد     | ۲۶ | ۱۵۰ میلیون تومان | راه‌آهن         | جام خلیج فارس     | تابستانی | [ ۲ ]        |
| ۱۴    | مدافع     | مجتبی شیری      | ۲۸ | ۲۰۰ میلیون تومان | استقلال اهواز  | جام خلیج فارس     | تابستانی |              |
| ۱۷    | مهاجم     | ابراهیم توره    | ۲۲ | ۳۶۰ میلیون تومان | پیکان          | جام خلیج فارس     |          | [ ۳ ]        |
| ۲۱    | هافبک     | ایوان پتروویچ   | ۲۸ | ۲۸۰ میلیون تومان | ابومسلم        | جام خلیج فارس     | تابستانی | [ ۴ ]        |
| ۲۳    | دروازه‌بان | میثاق معمارزاده | ۲۵ | ۱۸۰ میلیون تومان | سایپا          | جام خلیج فارس     | تابستانی | [ ۵ ]        |
| ۱۵    | هافبک     | محمد علوی       | ۲۶ | ۲۰۰ میلیون تومان | پاس همدان      | جام خلیج فارس     | تابستانی | [ ۶ ]        |
| ۳۲    | مدافع     | فرانک آتسو      | ۲۹ | ؟                | ابومسلم        | جام خلیج فارس     | تابستانی | [ ۷ ]        |
| ۱۱    | هافبک     | مازیار زارع     | ۲۳ | ۳۰۰ میلیون تومان | ملوان          | جام خلیج فارس     | تابستانی | [ ۸ ]        |
| ۲۴    | مهاجم     | هادی نوروزی     | ۲۳ | ۱۰۰ میلیون تومان | داماش ایرانیان | لیگ آزادگان       | تابستانی |              |
| ۱۹    | مهاجم     | پائولو دی کارمو | ۲۳ | ۳۵۰٬۰۰۰ دلار     | ریو پرتو       | قهرمانی پائولیستا | تابستانی |              |
| ۸     | هافبک     | علی کریمی       | ۲۹ | ۳۱۰٬۰۰۰ دلار     | القطر          | لیگ قطر           | تابستانی | [ ۹ ] [ ۱۰ ] |
| ۳۳    | مدافع     | رحمان رضایی     | ۳۳ | ۲۰۰ میلیون تومان | لیوورنو        | سری آ             | زمستانی  |              |

### فروش
| شماره | پست       | اسم              | سن | انتقال به   | لیگ                  | فصل انتقال |
| ----- | --------- | ---------------- | -- | ----------- | -------------------- | ---------- |
| ۳۰    | دروازه‌بان | فرشید کریمی      | ۳۲ | داماش گیلان | جام خلیج فارس        | تابستانی   |
| ۱۲    | مدافع     | حسین کعبی        | ۲۲ | سایپا       | جام خلیج فارس        | تابستانی   |
| ۲۷    | هافبک     | عباس آقایی       | ۳۰ | سایپا       | جام خلیج فارس        | تابستانی   |
| ۲۲    | دروازه‌بان | حسن رودباریان    | ۳۰ | پیکان       | جام خلیج فارس        | تابستانی   |
| ۱۱    | مهاجم     | فراز فاطمی       | ۳۰ | مس کرمان    | جام خلیج فارس        | تابستانی   |
| ۱۷    | هافبک     | فرزاد آشوبی      | ۲۸ | مس کرمان    | جام خلیج فارس        | تابستانی   |
| ۴     | هافبک     | محمد رضا مامانی  | ۲۶ | پاس همدان   | جام خلیج فارس        | تابستانی   |
| ۱۳    | مدافع     | شیث رضایی        | ۲۴ | صبای قم     | جام خلیج فارس        | تابستانی   |
| ۱۶    | هافبک     | جورج آراندا      | ۲۳ | بازیکن آزاد | -                    | تابستانی   |
| ۲۴    | مهاجم     | ماته دراگه‌چوویچ  | ۲۸ | دی استرادای | لیگ دسته اول اسلواکی | تابستانی   |
| ۱۴    | مهاجم     | احسان خرسندی     | ۲۳ | ابومسلم     | جام خلیج فارس        | تابستانی   |
| ۲۰    | مدافع     | محمد نصرتی       | ۲۶ | النصر       | لیگ امارت            | تابستانی   |
| ۲۵    | هافبک     | ژاک الونگ‌الونگ   | ۲۳ | سپاهان      | جام خلیج فارس        | زمستانی    |
| ۱۹    | مهاجم     | پائولو دی کارمو* | ۲۳ | کوثر لرستان | لیگ آزادگان          | زمستانی    |

* دی کارمو از باشگاه اخراج شد

## بازی‌های دوستانه

### در بین فصل
- ۱۴ شهریور ۱۳۸۷

پرسپولیس ۴–۰ نفت تهران
حمیدرضا علی‌عسگری 
فرهاد خیرخواه 
ایوان پتروویچ 

ابوالفتحی 
پژمان نوری 
- ۱۹ آبان ۱۳۸۷

پرسپولیس ۶–۰ آرمین تهران
ابراهیم توره 
ابراهیم توره 
بهادر عبدی 
بهادر عبدی 
هادی نوروزی 
هادی نوروزی 
- ۲۶ آبان ۱۳۸۷

پرسپولیس ۱–۰ استیل آذین تهران
حمیدرضا علی‌عسگری  ۶۴'
- ۴ دی ۱۳۸۷

پرسپولیس ۴–۲ سازان راه قم
ایوان پتروویچ  ۱۳'
هادی نوروزی  ۴۶'
فرهاد خیرخواه  ۴۹'
ابراهیم توره  ۸۰'
- ۲۲ دی ۱۳۸۷

پرسپولیس ۸–۰ فراز شمیران
ابراهیم توره 
ابراهیم توره 
ابراهیم توره 
ابراهیم توره 
هادی نوروزی 
هادی نوروزی 
حمیدرضا علی‌عسگری 
رحمان رضایی 

### پیش فصل

#### دوستانه دراستادیوم کارگران
- پرسپولیس ۲–۱ آرمین تهران

فرهاد خیرخواه 
هادی نوروزی 
- پرسپولیس ۱–۱ پیام مشهد

پژمان نوری  ۴'
- پرسپولیس ۱–۰ مقاومت سپاسی شیراز

حمیدرضا علی‌عسگری  ۱۸'

#### اردوی امارت (باشگاه ایرانیان امارات)
در پیش فصل باشگاه پرسپولیس برنامه‌ای را برای برپایی یک اردوی ورزشی در اسپانیا تدارک دید که بنا به دلایل مختلف این اردو لغو شد. پس از پیوستن افشین قطبی به تیم این مربی تصمیم به برپایی یک اردو در دبی گرفت. این اردو در کمپ ایرانیان برگزار شد. بیشتر خبرگزاریها و نشریات ورزشی ایران این اردو را در این فصل از سال به دلیل گرمای شدید در دبی نامناسب می‌دانستند ولی مقامات باشگاه اردو را بسیار خوب توصیف کردند. در این اردو برنامه‌هایی مانند :شنا، بدنسازی و بازیهای دوستانه انجام شد.
- ۰۸ مرداد ۱۳۸۷

پرسپولیس ۴–۰  ویتد دبی
ابراهیم توره  ۲۸'
فرهاد خیرخواه  ۳۱'
ابراهیم توره  ۵۱'
ابراهیم توره  ۶۰'
سپهر حیدری 
- ۰۹ مرداد ۱۳۸۷

پرسپولیس ۱۱–۰  هواپیمایی امارت
فرهاد خیرخواه 
فرهاد خیرخواه 
فرهاد خیرخواه 
فرهاد خیرخواه 
حسین بادامکی 
حسین بادامکی 
پژمان نوری 
هادی نوروزی 
فرانک آتسو 
مسعود زارعی 
مازیار زارع  '۶۰ 

## رقابت‌ها

### جدول لیگ
| رتبه | تیم           | بازی | برد | مساوی | باخت | گل زده | گل خورده | گل تفاضل | امتیاز | صعود یا سقوط                                |
| ---- | ------------- | ---- | --- | ----- | ---- | ------ | -------- | -------- | ------ | ------------------------------------------- |
| ۱    | استقلال       | ۳۴   | ۱۹  | ۹     | ۶    | ۷۰     | ۳۴       | ۳۶+      | ۶۶     | صعود به مرحله گروهی لیگ قهرمانان آسیا ۲۰۱۰  |
| ۲    | ذوب‌آهن        | ۳۴   | ۱۹  | ۹     | ۶    | ۵۸     | ۴۲       | ۱۶+      | ۶۶     | صعود به مرحله گروهی لیگ قهرمانان آسیا ۲۰۱۰  |
| ۳    | مس            | ۳۴   | ۱۷  | ۱۰    | ۷    | ۵۴     | ۳۶       | ۱۸+      | ۶۱     | صعود به مرحله گروهی لیگ قهرمانان آسیا ۲۰۱۰  |
| ۴    | سپاهان        | ۳۴   | ۱۴  | ۱۴    | ۶    | ۴۶     | ۳۴       | ۱۲+      | ۵۶     | صعود به مرحله گروهی لیگ قهرمانان آسیا ۲۰۱۰۱ |
| ۵    | پرسپولیس      | ۳۴   | ۱۵  | ۱۰    | ۹    | ۵۰     | ۴۱       | ۹+       | ۵۵     |                                             |
| ۶    | صبا           | ۳۴   | ۱۲  | ۱۷    | ۵    | ۴۹     | ۳۶       | ۱۳+      | ۵۳     |                                             |
| ۷    | فولاد         | ۳۴   | ۱۳  | ۱۱    | ۱۰   | ۵۰     | ۴۱       | ۹+       | ۵۰     |                                             |
| ۸    | پیکان         | ۳۴   | ۱۳  | ۸     | ۱۳   | ۴۳     | ۴۲       | ۱+       | ۴۷     |                                             |
| ۹    | فجر سپاسی     | ۳۴   | ۱۱  | ۱۱    | ۱۲   | ۳۳     | ۳۷       | ۴−       | ۴۴     |                                             |
| ۱۰   | سایپا         | ۳۴   | ۱۰  | ۱۲    | ۱۲   | ۴۳     | ۵۰       | ۷−       | ۴۲     |                                             |
| ۱۱   | راه‌آهن        | ۳۴   | ۱۱  | ۸     | ۱۵   | ۳۵     | ۴۱       | ۶−       | ۴۱     |                                             |
| ۱۲   | پاس           | ۳۴   | ۱۰  | ۱۰    | ۱۴   | ۴۰     | ۴۷       | ۷−       | ۴۰     |                                             |
| ۱۳   | ملوان         | ۳۴   | ۹   | ۱۳    | ۱۲   | ۳۱     | ۴۳       | ۱۲−      | ۴۰     |                                             |
| ۱۴   | استقلال اهواز | ۳۴   | ۱۰  | ۷     | ۱۷   | ۳۷     | ۵۴       | ۱۷−      | ۳۷     |                                             |
| ۱۵   | ابومسلم       | ۳۴   | ۸   | ۱۱    | ۱۵   | ۳۴     | ۴۱       | ۷−       | ۳۵     |                                             |
| ۱۶   | پیام          | ۳۴   | ۹   | ۸     | ۱۷   | ۳۳     | ۵۲       | ۱۹−      | ۳۵     | سقوط به لیگ آزادگان ۸۹–۱۳۸۸                 |
| ۱۷   | داماش         | ۳۴   | ۶   | ۱۳    | ۱۵   | ۴۰     | ۵۶       | ۱۶−      | ۳۱     | سقوط به لیگ آزادگان ۸۹–۱۳۸۸                 |
| ۱۸   | برق شیراز     | ۳۴   | ۵   | ۹     | ۲۰   | ۳۵     | ۵۴       | ۱۹−      | ۲۴     | سقوط به لیگ آزادگان ۸۹–۱۳۸۸                 |

### روند هفته به هفته
| زمین  | م | خ | م | خ | م | خ | م | خ | خ | م | خ | خ | م | خ | م | خ | م | خ | م | خ | م | خ | م | خ | م | م | خ | م | م | خ | م | خ | م | خ         |
| نتیجه | پ | پ | ت | ت | ش | ش | پ | پ | ت | ش | پ | پ | ش | ت | ت | پ | پ | ت | پ | ش | ش | پ | ت | پ | پ | ت | پ | ت | ت | ش | ش | پ | ش | پ         |
| وضعیت | ۳ | ۲ | ۳ | ۳ | ۶ | ۵ | ۵ | ۳ | ۵ | ۶ | ۵ | ۴ | ۴ | ۴ | ۶ | ۵ | ۴ | ۴ | ۳ | ۳ | ۴ | ۴ | ۴ | ۳ | ۳ | ۳ | ۳ | ۳ | ۳ | ۴ | ۶ | ۵ | ۵ | الگو:Fb ۵ |

آخرین بروزرسانی: ۱۷ اردیبهشت ۱۳۸۸.
منبع: Ipl

زمین: م = مهمان، خ = خانه. نتیجه: ت = تساوی، ش = شکست، پ = پیروزی.

### دست‌آوردها در خانه و بیرون
| مجموع | مجموع  | مجموع | مجموع | مجموع | مجموع | مجموع | مجموع | خانه | خانه | خانه | خانه | خانه | خانه | مهمان | مهمان | مهمان | مهمان | مهمان | مهمان |
| بازی  | امتیاز | پ     | ت     | ش     | گ‌ز    | گ‌خ    | ت‌گ    | پ    | ت    | ش    | گ‌ز   | گ‌خ   | ت‌گ   | پ     | ت     | ش     | گ‌ز    | گ‌خ    | ت‌گ    |
| ----- | ------ | ----- | ----- | ----- | ----- | ----- | ----- | ---- | ---- | ---- | ---- | ---- | ---- | ----- | ----- | ----- | ----- | ----- | ----- |
| ۳۴    | ۵۵     | ۱۵    | ۱۰    | ۹     | ۵۰    | ۴۱    | ۹+    | ۱۰   | ۴    | ۳    | ۲۶   | ۱۶   | ۱۰+  | ۵     | ۶     | ۶     | ۲۴    | ۲۵    | −۱    |

|                    | بازی | برد | مساوی | باخت | امتیاز | زده | خورده | تفاضل |
| ------------------ | ---- | --- | ----- | ---- | ------ | --- | ----- | ----- |
| بازی در آزادی      | ۲۰   | ۱۲  | ۵     | ۳    | ۴۱     | ۳۰  | ۱۸    | ۱۲+   |
| بازی خارج از آزادی | ۱۴   | ۳   | ۵     | ۶    | ۱۴     | ۲۰  | ۲۳    | ۳-    |

منبع: Ipl

پ = پیروزی؛ ت = تساوی؛ ش = شکست؛ گ‌ز = گل زده؛ گ‌خ = گل خورده؛ ت‌گ = تفاضل گل

### بازی‌ها
|  | برد |  | مساوی |  | باخت |

آخرین بروز رسانی ۲۷ فروردین ۱۳۸۸

### آمار بازیکنان در لیگ

#### گلزنان
۱۱
- ابراهیم توره

۹
- علیرضا واحدی نیکبخت
- کریم باقری

۵
- علی کریمی

۴
- مازیار زارع

۳
- پژمان نوری

۲
- هادی نوروزی

۱
- حسین بادامکی
- محمد منصوری
- سپهر حیدری
- نبی الله باقریها
- محسن خلیلی
- پائولو دی کارمو
- ایوان پتروویچ

#### پاس گل
۹
- ایوان پتروویچ

۶
- علی کریمی

۵
- علیرضا واحدی نیکبخت

۴
- کریم باقری

۱
- محمد منصوری
- پژمان نوری
- علیرضا محمد
- مجتبی شیری
- سپهر حیدری
- حمیدرضا علی‌عسگری
- ابراهیم توره
- پائولو دی کارمو

#### کارت
| بازیکن              |   |   |   |
| ------------------- | - | - | - |
| مازیار زارع         | ۸ | ۰ | ۱ |
| علیرضا واحدی نیکبخت | ۷ | ۰ | ۱ |
| کریم باقری          | ۷ | ۰ | ۰ |
| علی کریمی           | ۷ | ۰ | ۰ |
| ابراهیم توره        | ۶ | ۱ | ۰ |
| پژمان نوری          | ۶ | ۰ | ۰ |
| ایوان پتروویچ       | ۶ | ۰ | ۰ |
| رحمان رضایی         | ۴ | ۱ | ۰ |
| علیرضا محمد         | ۲ | ۰ | ۰ |
| مجتبی شیری          | ۲ | ۰ | ۰ |
| سپهر حیدری          | ۲ | ۰ | ۰ |
| علیرضا حقیقی        | ۲ | ۰ | ۰ |
| بهادر عبدی          | ۱ | ۰ | ۰ |
| حمیدرضا علی‌عسگری    | ۱ | ۰ | ۰ |
| مهدی واعظی          | ۱ | ۰ | ۰ |
| حسین بادامکی        | ۱ | ۰ | ۰ |
| پائولو دی کارمو     | ۱ | ۰ | ۰ |

#### بیشترین بازی
۲۸
- پژمان نوری

۲۶
- سپهر حیدری

### داوران
لیست داورانی که در این فصل تا به حال برای پرسپولیس قضاوت کرده‌اند.
۴
- هدایت الله ممبینی
- خداداد افشاریان
- یدالله جهانبازی

۳
- سعید مظفری‌زاده
- رحیم رحیمی مقدم
- محسن ترکی

۲
- محسن قهرمانی
- محمود رفیعی
- علیرضا فغانی

۱
- شاهین حاج بابایی
- سعید بخشی زاده
- احمد صالحی
- مسعود مرادی
- سعد کمیل
- البرز حاجی پور
- نوید مظفری

سعد کمیل تنها داور خارجی این لیست است که برای قضاوت بازی رفت مقابل استقلال انتخاب شد. مسعود مرادی پس از قضاوت جنجالی بازی رفت در مقابل مس و بر اساس پیشینه قبلی این داور دیگر هیچگاه به عنوان قاضی میدان پرسپولیس انتخاب نشد.

## جام حذفی ۸۸–۱۳۸۷

### آمار بازیکنان

#### گلزنان
۱
- هادی نوروزی
- حمیدرضا علی‌عسگری
- مازیار زارع
- بهادر عبدی
- ابراهیم توره

#### پاس گل
۱
- مجتبی شیری
- ضیاءالدین نیک نفس
- ابراهیم توره

#### کارت
| بازیکن            |   |   |   |
| ----------------- | - | - | - |
| ضیاءالدین نیک نفس | ۱ | ۰ | ۰ |
| محمد منصوری       | ۱ | ۰ | ۰ |
| فرهاد خیرخواه     | ۱ | ۰ | ۰ |
| علی کریمی         | ۱ | ۰ | ۰ |
| مازیار زارع       | ۱ | ۰ | ۰ |
| ابراهیم توره      | ۱ | ۰ | ۰ |

## لیگ قهرمانان آسیا ۲۰۰۹
تیم فوتبال پرسپولیس در پی قرعه کشی انجام شده در تاریخ ۱۸ دی ۸۷ که در مقر فدراسیون آسیا برگزار شد، در گروه B همراه با تیم‌های الشباب قهرمان جام حذفی عربستان، الغرافه قهرمان لیگ ستارگان قطر و تیمی که در دور حذفی بالا می‌آید قرار گرفت. تیم چهارم برنده شارجه تیم چهارم لیگ امارات و دمپو قهرمان ای لیگ هندوستان بود که در این مسابقه تیم شارجه با حساب ۰–۳ برنده شد و در این گروه قرار گرفت. این بازی در تاریخ ۷ اسفند ۸۷ انجام شد. بازیهای این گروه از تاریخ ۲۰ اسفند ۸۷ شروع می‌شود.

### جدول
| رتبه | تیم      | بازی | برد | مساوی | باخت | زده | خورده | تفاضل | امتیاز | جایگاه                             | توضیحات |
| ---- | -------- | ---- | --- | ----- | ---- | --- | ----- | ----- | ------ | ---------------------------------- | ------- |
| 1    | پرسپولیس | 4    | 2   | 1     | 1    | 5   | 6     | −1    | 5      | لیگ قهرمانان آسیا ۲۰۰۹ دور شانزدهم |         |
| 2    | الشباب   | 4    | 2   | 1     | 1    | 4   | 2     | +2    | 5      | لیگ قهرمانان آسیا ۲۰۰۹ دور شانزدهم |         |
| 3    | الغرافه  | 4    | 1   | 0     | 3    | 7   | 7     | 0     | 2      |                                    |         |
| 4    | شارجه    | 0    | 0   | 0     | 0    | 0   | 0     | 0     | 0      |                                    |         |

آخرین به روز رسانی جدول ۳۰ اردیبهشت ۱۳۸۷
منبع: وبگاه رسمی لیگ قهرمانان آسیا
نحوه قرار گرفتن در جدول:1st امتیاز؛ 2nd امتیاز بازی رو در رو؛ 3rd تفاضل گل در بازی رو در رو؛ 4th امتیاز گل در بازی رو در رو؛ 5th تفاضل گل؛ 6th گل زده.
# = رتبه در جدول؛ بازی = تعداد بازی؛ برد = بازیهای برده؛ مساوی = بازیهای مساوی؛ باخت = بازیهای باخته؛ زده = گل زده؛ خورده = گل خورده؛ تفاضل = تفاضل گل؛ امتیاز = امتیاز گرفته؛
(ق) = قهرمان؛ (س) = سقوط کرده؛ (ص) = صعود به رده بالاتر؛ (پ) = رفتن به پلی آف؛ (۱/۴) = رفتن به ۱/۴

پرسپولیس در هفته پنجم مسابقات به دلیل انصراف تیم الشارجه و تساوی دو تیم الغرافه و الشباب به عنوان تنها تیم ایرانی به دور بعدی مسابقات صعود کرد.

### جدول بازیها
| ميزبان / ميهمان۱ | width=الگو:Fb r width ۴\|غرا                   | width=الگو:Fb r width ۴\|شبا خطای عبارت: نویسه نقطه‌گذاری شناخته نشده «۴» |                                                |                                                |
| الغرافه          |                                                | خطای عبارت: نویسه نقطه‌گذاری شناخته نشده «۳»۱–۳                           | خطای عبارت: نویسه نقطه‌گذاری شناخته نشده «۱»۵–۱ |                                                |
| الشباب           | خطای عبارت: نویسه نقطه‌گذاری شناخته نشده «۰»۱–۰ |                                                                          | خطای عبارت: نویسه نقطه‌گذاری شناخته نشده «۰»۰–۰ | خطای عبارت: نویسه نقطه‌گذاری شناخته نشده «۰»۵–۰ |
| پرسپولیس         | خطای عبارت: نویسه نقطه‌گذاری شناخته نشده «۱»۳–۱ | خطای عبارت: نویسه نقطه‌گذاری شناخته نشده «۰»۱–۰                           |                                                | خطای عبارت: نویسه نقطه‌گذاری شناخته نشده «۱»۳–۱ |
| شارجه            | خطای عبارت: نویسه نقطه‌گذاری شناخته نشده «۲»۰–۲ | خطای عبارت: نویسه نقطه‌گذاری شناخته نشده «۳»۱–۳                           |                                                |                                                |

منبع: وبگاه رسمی لیگ قهرمانان آسیا
۱تیمهای میزبان در جدول عمودی و میهمان در جدول افقی.
رنگ ها: آبی = برد در خانه خود; زرد = مساوی; قرمز = باخت در خانه خود.

### بازی‌های پرسپولیس در لیگ قهرمانان آسیا ۲۰۰۹

#### مرحله گروهی
| پرسپولیس                                                  | ۱–۳     | شارجه         |
| --------------------------------------------------------- | ------- | ------------- |
| علی کریمی ۲۷' · علیرضا واحدی نیکبخت ۳۰' · هادی نوروزی ۳۴' | (گزارش) | علی درویش ۵۴' |

| الشباب | ۰–۰     | پرسپولیس |
| ------ | ------- | -------- |
|        | (گزارش) |          |

| پرسپولیس                                                             | ۱–۳     | الغرافه     |
| -------------------------------------------------------------------- | ------- | ----------- |
| مازیار زارع ۳۶'(پنالتی) · ابراهیم توره ۴۵' · علیرضا واحدی نیکبخت ۴۸' | (گزارش) | فرناندو ۶۹' |

| الغرافه                                        | ۱-۵     | پرسپولیس      |
| ---------------------------------------------- | ------- | ------------- |
| لوسیو ۷' · کله مرسون ۴۲٬۴۵٬۸۱' · نشات اکرم ۷۰' | (گزارش) | علی کریمی ۷۶' |

| شارجه | انصراف شارجه از مسابقات | پرسپولیس |
| ----- | ----------------------- | -------- |
|       |                         |          |

| پرسپولیس       | ۰–۱     | الشباب |
| -------------- | ------- | ------ |
| محسن خلیلی ۴۶' | (گزارش) |        |

#### دور شانزدهم
| پرسپولیس | ۰ – ۱   | بنیادکار             |
| -------- | ------- | -------------------- |
|          | (گزارش) | ریوالدو ۴۱' (پنالتی) |

پرسپولیس با این باخت از دور مسابقات حذف شد

### آمار بازیکنان

#### گلزنان
۲
- علیرضا واحدی نیکبخت
- علی کریمی

۱
- مازیار زارع
- هادی نوروزی
- محسن خلیلی
- ابراهیم توره

#### پاس گل
۱
- علیرضا واحدی نیکبخت
- مجتبی شیری
- علیرضا محمد
- ابراهیم توره
- ایوان پتروویچ

#### کارت
| بازیکن              |   |   |   |
| ------------------- | - | - | - |
| علیرضا واحدی نیکبخت | ۳ | ۰ | ۰ |
| هادی نوروزی         | ۲ | ۰ | ۰ |
| مازیار زارع         | ۲ | ۰ | ۰ |
| پژمان نوری          | ۱ | ۰ | ۰ |
| فرهاد خیرخواه       | ۱ | ۰ | ۰ |
| سپهر حیدری          | ۱ | ۰ | ۰ |
| بهادر عبدی          | ۱ | ۰ | ۰ |
| علی کریمی           | ۱ | ۰ | ۰ |
| نبی الله باقریها    | ۱ | ۰ | ۰ |
| ایوان پتروویچ       | ۱ | ۰ | ۰ |
| ابراهیم توره        | ۱ | ۰ | ۰ |

## آمار کلی بازیکنان در فصل ۸۸–۱۳۸۷

### گلزنان
۱۲
- ابراهیم توره

۹
- علیرضا واحدی نیکبخت
- کریم باقری

### پاس گل
۹
- ایوان پتروویچ

## لباس
تامین کننده:  آل‌اشپورت

| لباس اول | لباس دوم | لباس سوم |

منبع: Persepolis FC' current kit (به انگلیسی)

### اسپانسر
- اسپانسر اصلی: ماری براون